# Do Rzeczy
Do Rzeczy (польск. [dɔ ˈʐɛ.t͡ʂɨ] «к слову, кстати») — популярный польский общественно-политический консервативно-либеральный еженедельник. Выходит с 2013 года. Редакция расположена в Варшаве.
Издание поддерживает экономические свободы, одновременно уважая христианскую традицию и проверенные временем этические ценности. Особое внимание в журнале уделяется польской политической и экономической жизни. Издание занимает евроскептическую позицию и симпатизирует консервативной партии «Право и справедливость» (PiS).
Средний тираж на сентябрь 2015 года составлял 120,6 тысяч экземпляров (в 2019-м — 31,8 тысяч на фоне снижения тиражей большинства изданий). Главный редактор издания — журналист Павел Лисицкий (Paweł Lisicki). С еженедельником сотрудничает художник Анджей Краузе (Andrzej Krauze).
Раз в месяц выходит историческое приложение к журналу — Historia Do Rzeczy, призванное заполнить белые пятна польской и мировой истории. Обыкновенно номер исторического приложения посвящён историческому периоду или одной теме: например, в июле 2018 года приложение вышло с заголовком «Герои Волыни» и было посвящено этническим чисткам поляков во время Второй мировой войны. C 2015 года распространяется также в звуковом формате.